# شهرآورد اصفهان
رویارویی دو تیم شهر اصفهان که با نام شهرآورد اصفهان شناخته می‌شود بازی فوتبال مابین  سپاهان و ذوب‌آهن برگزار میشود. از حساسیت بالایی در فوتبال ایران برخوردار است و همواره یکی از مهم‌ترین شهرآوردهای فوتبال ایران به‌شمار می‌رود.

## تاریخچه
آغاز «شهرآورد فوتبال نصف جهان » یا «دربی اصفهان» به اوایل دههٔ ۱۳۵۰ برمی‌گردد.
این دو تیم اولین بار در زمستان ۱۳۵۱ در فینال مسابقات قهرمانی باشگاه‌های اصفهان و در ورزشگاه باغ همایون اصفهان (ورزشگاه تختی اصفهان فعلی) با یکدیگر رو به رو شدند. این دیدار در پایان ۹۰ دقیقه وقت قانونی و همچنین وقت‌های اضافه بدون گل به پایان رسید تا کار به ضربات پنالتی بکشد. در پنالتی‌ها،  برزمهری دروازه بان سپاهان ضربه پنالتی یزدانپناه بازیکن ذوب آهن  را مهارکرد تا درنهایت تیم فوتبال سپاهان با نتیجهٔ پنج بر چهار، بازی را به نفع خود پایان دهد  و به مقام قهرمانی مسابقات برسد .
اولین دیدار رسمی  این دو تیم در مسابقات سراسری لیگ، در هفتهٔ نهم جام تخت جمشید ۱۳۵۳ در تاریخ ۲۰ اردیبهشت ۱۳۵۳ در ورزشگاه باغ همایون اصفهان (ورزشگاه تختی اصفهان فعلی) و با قضاوت مرحوم بهمن بهلولی  در حضور بیش از ۵٬۰۰۰ تماشاگر به انجام رسید که با نتیجهٔ تساوی ۰–۰ به پایان انجامید.
در دوره‌های بعدی «جام تخت جمشید» هم این دو تیم به دیدار هم رفته‌اند. این دو تیم در مسابقات جام تخت جمشید در مجموع ۸ بار به مصاف یک‌دیگر رفته‌اند.
در دههٔ ۱۳۷۰ رقابت این دو تیم با هم از سر گرفته شد. این دو تیم ۱۲ بار در لیگ آزادگان که بالاترین سطح لیگ فوتبال ایران در آن دهه بود، به رقابت یک‌دیگر نیز رفته‌اند.
از سال ۱۳۸۰ و با شروع لیگ برتر فوتبال ایران، این دو تیم از اولین دوره این لیگ تاکنون، به صورت رفت و برگشت بازی‌های زیادی را در مقابل یکدیگر انجام داده‌اند. سپاهان و ذوب‌آهن دو بار در جام حذفی به مصاف یک‌دیگر رفته‌اند که هر دو مسابقه در دههٔ ۱۳۸۰ و در مرحلهٔ نیمه‌نهایی بوده‌است که هر دو مسابقه به ضربات پنالتی کشیده شده‌است که یک‌بار ذوب‌آهن و یک‌بار سپاهان به برتری رسیده‌است.

### رکورد شکست ناپذیری سپاهان
در ۱۶ مرداد ۱۳۹۴ سپاهان با پیروزی یک بر صفر در شهرآورد نصف جهان به رکورد ۵ سال بدون شکست برابر رقیب همشهری رسید.

### خداحافظی محرم نویدکیا
محرم نویدکیا، بزرگترین اسطوره فوتبال اصفهان در شهرآورد شماره ۵۹ دو تیم در تاریخ ۲۴ مهر سال ۱۳۹۵ رسماً از دنیای فوتبال خداحافظی کرد. در پایان آن دیدار احسان حاج صفی و حسین پاپی خداحافظی او را نیمه کاره گذاشتند. محرم نویدکیا در حالی از فوتبال خداحافظی کرد که با کسب ۵ قهرمانی لیگ برتر و ۴ قهرمانی جام حذفی به عنوان کاپیتان رکوردی دست نیافتنی در فوتبال ایران ثبت کرد.

## نتایج

### نتایج کلی
| تیم    | بازی | برد | تساوی | باخت | گل‌های‌زده | گل‌های‌خورده | تفاضل‌گل |
| ------ | ---- | --- | ----- | ---- | -------- | ---------- | ------- |
| سپاهان | ۷۶   | ۳۱  | ۲۶    | ۱۹   | ۹۵       | ۶۶         | ۲۹+     |
| ذوب‌آهن | ۷۶   | ۱۹  | ۲۶    | ۳۱   | ۶۶       | ۹۵         | ۲۹-     |

(بروز رسانی:۴ اسفند ۱۴۰۳)

### نتایج به تفکیک رقابت‌ها
| رقابت         | بازی | برد سپاهان | تساوی | برد ذوب‌آهن | گل‌های سپاهان | گل‌های ذوب‌آهن |
| ------------- | ---- | ---------- | ----- | ---------- | ------------ | ------------ |
| لیگ برتر      | ۴۷   | ۲۳         | ۱۱    | ۱۲         | ۶۷           | ۳۸           |
| جام حذفی      | ۵    | ۰          | ۳     | ۲          | ۵            | ۷            |
| لیگ آزادگان   | ۱۲   | ۵          | ۴     | ۳          | ۱۳           | ۱۳           |
| جام تخت جمشید | ۸    | ۲          | ۵     | ۱          | ۶            | ۴            |
| سایر رقابت‌ها  | ۳    | ۰          | ۲     | ۱          | ۲            | ۳            |
| دوستانه       | ۱    | ۰          | ۱     | ۰          | ۲            | ۲            |
| مجموع         | ۷۶   | ۳۱         | ۲۷    | ۱۹         | ۹۵           | ۶۷           |

(بروزرسانی:۴ اسفند ۱۴۰۳)

## مسابقات رسمی
| #  | تاریخ      | دست‌آورد سپاهان–ذوب‌آهن | سپاهان                                                               | ذوب‌آهن                                                         | ورزشگاه          | مسابقات             | مربی سپاهان     | مربی ذوب‌آهن       | توضیحات           |
| -- | ---------- | --------------------- | -------------------------------------------------------------------- | -------------------------------------------------------------- | ---------------- | ------------------- | --------------- | ----------------- | ----------------- |
| ۱  | ۱۳۵۱       | ۰(۵)–۰(۴)             | -                                                                    | -                                                              | باغ همایون       | جام باشگاه‌ها اصفهان | محمود یاوری     | محسن حاج‌نصرالله   |                   |
| ۲  | ۱۳۵۳-۰۲-۲۰ | ۰–۰                   | -                                                                    | -                                                              | باغ همایون       | جام تخت جمشید ۱۳۵۳  | محمود یاوری     | یوگنی لیادین      | داور:بهمن بهلولی  |
| ۳  | ۱۳۵۳-۰۹-۰۱ | ۰–۰                   | -                                                                    | -                                                              | باغ همایون       | جام تخت جمشید ۱۳۵۳  | محمود یاوری     | یوگنی لیادین      | داور: محمد صالحی  |
| ۴  | ۱۳۵۴-۰۳-۱۶ | ۰–۰                   | -                                                                    | -                                                              | باغ همایون       | جام تخت جمشید ۱۳۵۴  | محمود یاوری     | یوگنی لیادین      | داور:رضا حیدری    |
| ۵  | ۱۳۵۴-۰۹-۷  | ۲–۱                   | علیرضا شوقی(۶۲)،مجید ندیمیان(۵۷)                                     | رضا دهقان(۵۱)                                                  | باغ همایون       | جام تخت جمشید ۱۳۵۴  | محمود یاوری     | یوگنی لیادین      | داور: داود حیدری  |
| ۶  | ۱۳۵۵-۰۵-۲۲ | ۲–۱                   | امیرحسین شاهزیدی (۴۷)، رضا دهقان (۶۲)                                | احمدرضا خیاطی (۷۸)                                             | باغ همایون       | جام تخت جمشید ۱۳۵۵  | محمود یاوری     | یوگنی لیادین      | داور:ارشدبرازنده  |
| ۷  | ۱۳۵۵-۰۹-۰۵ | ۰–۰                   | -                                                                    | -                                                              | باغ همایون       | جام تخت جمشید ۱۳۵۵  | محمود یاوری     | یوگنی لیادین      | داور:جعفرنامدار   |
| ۸  | ۱۳۵۶-۰۱-۱۸ | ۲–۰                   | مهدی ویسی (۶۵)(۸۹)                                                   | -                                                              | باغ همایون       | جام تخت جمشید ۱۳۵۶  | محمود یاوری     | یوگنی لیادین      | داور:محسن زمانی   |
| ۹  | ۱۳۵۶-۰۷-۰۸ | ۱–۱                   | علیرضا رحیمی (۸۲)                                                    | محمود یزدخواستی (۴۵)                                           | باغ همایون       | جام تخت جمشید ۱۳۵۶  | محمود یاوری     | یوگنی لیادین      | داور:ارشد برازنده |
| ۱۰ | ۱۳۵۶-۰۸-۱۳ | ۰–۱                   | -                                                                    | محمودابراهیم زاده(۱۵)                                          | باغ همایون       | جام حذفی ۵۷–۱۳۵۶    | محمود یاوری     | یوگنی لیادین      | داور:محمدصالحی    |
| ۱۱ | ۱۳۶۴-۱۲-۱۶ | ۱–۲                   | احمد نیکوبین (۷۲)                                                    | مصطفی نجفی (۲۲)، محمدعلی بنی رشید (۴۳)                         | تختی             | جام حذفی اصفهان     | مسعود تابش      | رسول کربکندی      |                   |
| ۱۲ | ۱۳۷۲/۵/۸   | ۰–۲                   | -                                                                    | عباس سیمکانی(۲۰،۸۸)                                            | تختی             | لیگ آزادگان ۱۳۷۲    | فیروز کریمی     | بهرام عاطف        | [ ۲ ]             |
| ۱۳ | ۱۳۷۲       | ۰–۳                   | -                                                                    | عباس سیمکانی (۳۵)، محمدرضا آقاحسنی (۵۰)، سیدکمال حسینی (۶۵)    | تختی             | لیگ آزادگان ۱۳۷۲    | فیروز کریمی     | بهرام عاطف        | [ ۲ ]             |
| ۱۴ | ۱۳۷۴-۰۲-۲۴ | ۱–۱                   | حسین فخرمحمدی (۸۵)                                                   | امیرهوشنگ شریفی (۷۰)                                           | ۲۲ بهمن          | جام نقش جهان        | محمود یاوری     | یوگنی لیادین      |                   |
| ۱۵ | ۱۳۷۴/۵/۲۷  | ۱–۲                   | اصغرمهدی پور(۱)،عباس سیمکانی(۱۵)                                     | عبدالله ویسی پنالتی (۴۳)                                       | ۲۲ بهمن          | جام حذفی ۷۵–۱۳۷۴    | محمود یاوری     | بهرام عاطف        | [ ۱ ]             |
| ۱۶ | ۱۳۷۵       | ۰–۰                   | -                                                                    | -                                                              | ۲۲ بهمن          | لیگ آزادگان ۱۳۷۵    | محمدرضا کربکندی | بهرام عاطف        | [ ۲ ]             |
| ۱۷ | ۱۳۷۶-۰۲-۰۱ | ۲–۱                   | اسفندیار فیاضی، سیداحمد کعبیان پور                                   | هاشم سلطانی                                                    | ۲۲ بهمن          | لیگ آزادگان ۱۳۷۵    | محمدرضا کربکندی | محمود یاوری       | [ ۲ ]             |
| ۱۸ | ۱۳۷۶-۰۵-۱۰ | ۲–۲                   | لئون استپانیان، رضا عقابی                                            | حسین خطیبی، رضا صاحبی                                          | ۲۲ بهمن          | لیگ آزادگان ۱۳۷۶    | محمدرضا کربکندی | محمود یاوری       | [ ۲ ]             |
| ۱۹ | ۱۳۷۷       | ۰–۰                   | -                                                                    | -                                                              | ۲۲ بهمن          | لیگ آزادگان ۱۳۷۶    | محمدرضا کربکندی | محمود یاوری       | [ ۲ ]             |
| ۲۰ | ۱۳۷۷-۰۶-۲۷ | ۱–۰                   | سیدامین موسوی                                                        | -                                                              | ۲۲ بهمن          | لیگ آزادگان ۷۸–۱۳۷۷ | مهدی مناجاتی    | محمود یاوری       | [ ۲ ]             |
| ۲۱ | ۱۳۷۷-۱۱-۱۰ | ۳–۰                   | احمد مؤمن زاده، لئون استپانیان، داوود دهقانی                         | -                                                              | ۲۲ بهمن          | لیگ آزادگان ۷۸–۱۳۷۷ | مهدی مناجاتی    | رضا وطنخواه       | [ ۲ ]             |
| ۲۲ | ۱۳۷۸-۰۵-۲۹ | ۳–۰                   | داوود دهقانی، مجید بصیرت (۲ گل)                                      | -                                                              | ۲۲ بهمن          | لیگ آزادگان ۷۹–۱۳۷۸ | حمید ندیمیان    | ناصر حجازی        | [ ۲ ]             |
| ۲۳ | ۱۳۷۸-۱۰-۳۰ | ۰–۰                   | -                                                                    | -                                                              | ۲۲ بهمن          | لیگ آزادگان ۷۹–۱۳۷۸ | حمید ندیمیان    | ناصر حجازی        | [ ۲ ]             |
| ۲۴ | ۱۳۷۹-۰۵-۲۸ | ۲–۱                   | هوشنگ لوئینیان(۳۱)، عبدالله ویسی(۴۰)                                 | رضا استواری (۲۱)                                               | ۲۲ بهمن          | لیگ آزادگان ۸۰–۱۳۷۹ | حمید ندیمیان    | بهرام عاطف        | [ ۲ ]             |
| ۲۵ | ۱۳۷۹-۱۱-۰۲ | ۰–۴                   | -                                                                    | سامسون پطروسیان(۲۱)، رضا صاحبی(۷۳، ۹۲) (۲ گل)، رضا استواری(۹۰) | ۲۲ بهمن          | لیگ آزادگان ۸۰–۱۳۷۹ | حمید ندیمیان    | بهرام عاطف        | [ ۲ ]             |
| ۲۶ | ۱۳۸۰-۱۱-۱۲ | ۲–۰                   | ادموند بزیک (۳۸)، لئون استپانیان (۴۵)                                | -                                                              | فولادشهر         | لیگ برتر ۸۱–۱۳۸۰    | استانکو         | بهرام عاطف        | [ ۳ ]             |
| ۲۷ | ۱۳۸۱-۰۲-۲۹ | ۲–۰                   | اردلان سرتیپی (۴۱)، محمود کریمی (۹۰)                                 | -                                                              | نقش جهان         | لیگ برتر ۸۱–۱۳۸۰    | استانکو         | بهرام عاطف        | [ ۴ ]             |
| ۲۸ | ۱۳۸۱-۱۰-۰۶ | ۱–۰                   | محمود کریمی (۲)                                                      | -                                                              | فولاد شهر        | لیگ برتر ۸۲–۱۳۸۱    | فرهاد کاظمی     | سامول داربینیان   | [ ۵ ]             |
| ۲۹ | ۱۳۸۲-۰۲-۲۱ | ۴–۰                   | ادموند بزیک (۱۷)(۷۲)، محمود کریمی (۴۲)، محرم نویدکیا (۵۰)            | -                                                              | نقش جهان         | لیگ برتر ۸۲–۱۳۸۱    | فرهاد کاظمی     | سامول داربینیان   | [ ۶ ]             |
| ۳۰ | ۱۳۸۲-۰۴-۰۹ | ۱(۳)-۱(۴)             | سیدمهدی سیدصالحی (۹۰)                                                | حمید شفیعی (۴۲)                                                | نقش جهان         | جام حذفی ۸۲–۱۳۸۱    | فرهاد کاظمی     | محمدرضا کربکندی   |                   |
| ۳۱ | ۱۳۸۲-۰۶-۲۲ | ۱–۳                   | سعید بیات (۳۱)                                                       | جلال امیدیان (۳)، مهدی رجب‌زاده (۵۱)، علی وزیری (۷۰)            | فولادشهر         | لیگ برتر ۸۳–۱۳۸۲    | فرهاد کاظمی     | محمدرضا کربکندی   | [ ۷ ]             |
| ۳۲ | ۱۳۸۲-۱۰-۱۶ | ۲–۱                   | محرم نویدکیا (۴۵)، ادموند بزیک (۸۳)                                  | مهدی رجب‌زاده (۲۵)                                              | نقش جهان         | لیگ برتر ۸۳–۱۳۸۲    | فرهاد کاظمی     | محمدرضا کربکندی   | [ ۸ ]             |
| ۳۳ | ۱۳۸۳-۰۴-۰۷ | ۱(۵)-۱(۳)             | رسول خطیبی                                                           | امانوئل ایزوکام                                                | نقش جهان         | جام حذفی ۸۳–۱۳۸۲    | فرهاد کاظمی     | محمدرضا کربکندی   |                   |
| ۳۴ | ۱۳۸۳-۰۸-۲۹ | ۰–۱                   | -                                                                    | هادی عقیلی (۷۲) (گل به خودی)                                   | نقش جهان         | لیگ برتر ۸۴–۱۳۸۳    | فرهاد کاظمی     | محمدرضا کربکندی   | [ ۹ ]             |
| ۳۵ | ۱۳۸۴-۰۱-۲۱ | ۱–۱                   | رسول خطیبی (۶)                                                       | فراز فاطمی (۵۳)                                                | فولادشهر         | لیگ برتر ۸۴–۱۳۸۳    | استانکو         | محمدرضا کربکندی   | [ ۱۰ ]            |
| ۳۶ | ۱۳۸۴-۰۶-۳۱ | ۲-۰                   | -                                                                    | اسماعیل فرهادی (۱۶)، کیوان ساجدی (۴+۹۰)                        | فولادشهر         | لیگ برتر ۸۵–۱۳۸۴    | ادسون تاوارس    | محمدرضا کربکندی   | [ ۱۱ ]            |
| ۳۷ | ۱۳۸۴-۱۰-۲۹ | ۲–۰                   | رسول خطیبی (۵۳)، رسول نویدکیا (۴+۹۰)                                 | -                                                              | نقش جهان         | لیگ برتر ۸۵–۱۳۸۴    | ادسون تاوارس    | محمدرضا کربکندی   | [ ۱۲ ]            |
| ۳۸ | ۱۳۸۵-۰۷-۲۵ | ۲–۰                   | محسن بنگر (۲۰)، هادی عقیلی (۶۰)                                      | -                                                              | فولادشهر         | لیگ برتر ۸۶–۱۳۸۵    | لوکا بوناچیچ    | محمدرضا کربکندی   | [ ۱۳ ]            |
| ۳۹ | ۱۳۸۵-۱۲-۰۹ | ۱–۲                   | محمد نوری (۴۲)                                                       | مهدی رجب‌زاده (۱۲)، کیوان امرایی (۷۵)                           | فولادشهر         | لیگ برتر ۸۶–۱۳۸۵    | لوکا بوناچیچ    | محمدرضا کربکندی   | [ ۱۴ ]            |
| ۴۰ | ۱۳۸۶-۰۹-۲۵ | ۰–۱                   | -                                                                    | محسن بنگر (۱۶) (گل به خودی)                                    | فولادشهر         | لیگ برتر ۸۷–۱۳۸۶    | لوکا بوناچیچ    | بیژن ذوالفقارنسب  | [ ۱۵ ]            |
| ۴۱ | ۱۳۸۶-۱۲-۱۵ | ۲–۲                   | عماد رضا (۷۶)، احسان حاج‌صفی (۸۶)                                     | محمدرضا خلعتبری (۳)، محسن مسلمان (۶۱)                          | فولادشهر         | لیگ برتر ۸۷–۱۳۸۶    | جوروان ویرا     | بیژن ذوالفقارنسب  | [ ۱۶ ]            |
| ۴۲ | ۱۳۸۷-۰۶-۲۸ | ۱–۲                   | احسان حاج‌صفی (۳۳)                                                    | محسن مسلمان (۱۱)، ایگور کاسترو (۷۱)                            | فولادشهر         | لیگ برتر ۸۸–۱۳۸۷    | انگین فیرات     | منصور ابراهیم‌زاده | [ ۱۷ ]            |
| ۴۳ | ۱۳۸۷-۱۱-۱۲ | ۱–۲                   | آرماندو سا (۳۵)                                                      | ایگور کاسترو (۵)(۳۷)                                           | فولادشهر         | لیگ برتر ۸۸–۱۳۸۷    | فرهاد کاظمی     | منصور ابراهیم‌زاده | [ ۱۸ ]            |
| ۴۴ | ۱۳۸۸-۰۸-۱۵ | ۰–۰                   | -                                                                    | -                                                              | فولادشهر         | لیگ برتر ۸۹–۱۳۸۸    | امیر قلعه‌نویی   | منصور ابراهیم‌زاده | [ ۱۹ ]            |
| ۴۵ | ۱۳۸۸-۱۱-۲۸ | ۰–۱                   | -                                                                    | سید محمد حسینی (۷۰)                                            | فولادشهر         | لیگ برتر ۸۹–۱۳۸۸    | امیر قلعه‌نویی   | منصور ابراهیم‌زاده | [ ۲۰ ]            |
| ۴۶ | ۱۳۸۹-۰۵-۲۷ | ۰–۱                   | -                                                                    | محمدرضا خلعتبری (۲۷)                                           | فولادشهر         | لیگ برتر ۹۰–۱۳۸۹    | امیر قلعه‌نویی   | منصور ابراهیم‌زاده | [ ۲۱ ]            |
| ۴۷ | ۱۳۸۹-۱۱-۲۴ | ۲–۰                   | هادی عقیلی (۳۶)، میلوراد یانوش (۵۵)                                  | -                                                              | فولادشهر         | لیگ برتر ۹۰–۱۳۸۹    | امیر قلعه‌نویی   | منصور ابراهیم‌زاده | [ ۲۲ ]            |
| ۴۸ | ۱۳۹۰-۰۹-۱۸ | ۱–۱                   | فابیو جانواریو (۵۳)                                                  | محمد قاضی (۳۹)                                                 | فولادشهر         | لیگ برتر ۹۱–۱۳۹۰    | زلاتکو کرانچار  | منصور ابراهیم‌زاده | [ ۲۳ ]            |
| ۴۹ | ۱۳۹۱-۰۲-۱۷ | ۰–۰                   | -                                                                    | -                                                              | فولادشهر         | لیگ برتر ۹۱–۱۳۹۰    | زلاتکو کرانچار  | منصور ابراهیم‌زاده | [ ۲۴ ]            |
| ۵۰ | ۱۳۹۱-۰۵-۱۶ | ۴–۰                   | تامینی (۱۷)، جالوویچ (۴۸)، نویدکیا (۵۱)، جمشیدیان (۸۹)               | -                                                              | فولادشهر         | لیگ برتر ۹۲–۱۳۹۱    | زلاتکو کرانچار  | فرهاد کاظمی       | [ ۲۵ ]            |
| ۵۱ | ۱۳۹۱-۱۰-۲۴ | ۴–۳                   | جواهیر سوکای (۷)(۱۴)، امید ابراهیمی (۳۲)، محرم نویدکیا (۹۰)          | مهدی رجب‌زاده (۲۹)(۵۶)، احسان پهلوان (۷۷)                       | فولادشهر         | لیگ برتر ۹۲–۱۳۹۱    | زلاتکو کرانچار  | فرهاد کاظمی       | [ ۲۶ ]            |
| ۵۲ | ۱۳۹۲-۰۷-۰۵ | ۱–۰                   | امید ابراهیمی (۳۲)                                                   | -                                                              | فولادشهر         | لیگ برتر ۹۳–۱۳۹۲    | زلاتکو کرانچار  | لوکا بوناچیچ      | [ ۲۷ ]            |
| ۵۳ | ۱۳۹۲-۱۱-۱۸ | ۱–۰                   | یعقوب کریمی (۶۴)                                                     | -                                                              | فولادشهر         | لیگ برتر ۹۳–۱۳۹۲    | زلاتکو کرانچار  | مجتبی تقوی        | [ ۲۸ ]            |
| ۵۴ | ۱۳۹۳-۰۶-۰۷ | ۱–۱                   | مهدی شریفی (۵۶)                                                      | محسن مسلمان (۶۰)                                               | فولادشهر         | لیگ برتر ۹۴–۱۳۹۳    | زلاتکو کرانچار  | یحیی گل‌محمدی      | [ ۲۹ ]            |
| ۵۵ | ۱۳۹۳-۱۲-۰۱ | ۱–۱                   | محمدرضا خلعتبری (۲۴)                                                 | اکبر ایمانی (۳۷)                                               | فولادشهر         | لیگ برتر ۹۴–۱۳۹۳    | حسین فرکی       | یحیی گل‌محمدی      | [ ۳۰ ]            |
| ۵۶ | ۱۳۹۴-۰۵-۱۶ | ۱–۰                   | علی کریمی (۷۳)                                                       | -                                                              | فولادشهر         | لیگ برتر ۹۵–۱۳۹۴    | حسین فرکی       | یحیی گل‌محمدی      | [ ۳۱ ]            |
| ۵۷ | ۱۳۹۴-۰۹-۰۳ | ۲(۱)-۲(۴)             | وریا غفوری (۵۲ و ۱۱۳)                                                | مرتضی تبریزی (۲) و محمدرضا حسینی (۱۱۰)                         | فولادشهر         | جام حذفی ۹۵–۱۳۹۴    | ایگور استیماچ   | یحیی گل‌محمدی      | [ ۳۲ ]            |
| ۵۸ | ۱۳۹۴-۱۰-۱۰ | ۱–۱                   | محمدرضا خلعتبری (۴۱)                                                 | احسان پهلوان (۱۴)                                              | فولادشهر         | لیگ برتر ۹۵–۱۳۹۴    | ایگور استیماچ   | یحیی گل محمدی     | [ ۳۳ ]            |
| ۵۹ | ۱۳۹۵-۷-۲۴  | ۰–۲                   | -                                                                    | مرتضی تبریزی (۱۳و۶۸)                                           | فولادشهر         | لیگ برتر ۹۶–۱۳۹۵    | عبدالله ویسی    | مجتبی حسینی       |                   |
| ۶۰ | ۱۳۹۶-۲-۱۵  | ۲–۱                   | سرور جپاروف (۹) و مسعود حسن‌زاده (۲۶)                                 | جری بنگستون (۸۷)                                               | نقش‌جهان          | لیگ برتر ۹۶–۱۳۹۵    | زلاتکو کرانچار  | مجتبی حسینی       |                   |
| ۶۱ | ۱۳۹۶-۵-۲۶  | ۲–۰                   | ساسان انصاری (۷۲) و جلال علیمحمدی (۹۰+۲)                             | -                                                              | فولادشهر         | لیگ برتر ۹۷–۱۳۹۶    | زلاتکو کرانچار  | امیر قلعه‌نویی     | [ ۳۴ ]            |
| ۶۲ | ۱۳۹۶-۱۰-۲۲ | ۱–۲                   | ساسان انصاری (۹۰+۳)                                                  | میلاد فخرالدینی (۱۱) و مرتضی تبریزی (۸۸)                       | نقش‌جهان          | لیگ برتر ۹۷–۱۳۹۶    | زلاتکو کرانچار  | امیر قلعه‌نویی     | [ ۳۵ ]            |
| ۶۳ | ۱۳۹۷-۵-۲۶  | ۲–۱                   | محمدی (۲۵)، پورقاز (۲۷)                                              | حسینی (۷۱)                                                     | فولادشهر         | لیگ برتر ۹۸–۱۳۹۷    | امیر قلعه‌نویی   | امید نمازی        | [ ۳۴ ]            |
| ۶۴ | ۱۳۹۸-۱-۶   | ۱–۱                   | شهباززاده (۳۳)                                                       | مطهری (۸۵)                                                     | نقش جهان         | لیگ برتر ۹۸–۱۳۹۷    | امیر قلعه‌نویی   | علیرضا منصوریان   |                   |
| ۶۵ | ۱۳۹۸-۷-۱۲  | ۰–۲                   | گیورگی (۵۱)، کیروش (۶۶)                                              |                                                                | نقش جهان         | لیگ برتر ۹۹–۱۳۹۸    | امیر قلعه‌نویی   | علیرضا منصوریان   |                   |
| ۶۶ | ۱۳۹۸-۱۲-۸  | ۱–۱                   | ترکمان (۴)                                                           | بیدوف (۹۰)                                                     | فولادشهر         | لیگ برتر ۹۹–۱۳۹۸    | امیر قلعه‌نویی   | میودراگ رادولوویچ |                   |
| ۶۷ | ۱۳۹۹-۱۱-۱۷ | ۳–۱                   | محبی (۲)، اسماعیلی‌فر (۷۸)، سلمانی (۹۰+۴)                             | شنانی (۸۰)                                                     | فولادشهر         | لیگ برتر ۱۴۰۰–۱۳۹۹  | محرم نویدکیا    | رحمان رضایی       |                   |
| ۶۸ | ۱۴۰۰-۵-۳   | ۲–۰                   | نورافکن (۴۵)، میرزایی (۹۰+۶)                                         |                                                                | نقش جهان         | لیگ برتر ۱۴۰۰–۱۳۹۹  | محرم نویدکیا    | مجتبی حسینی       |                   |
| ۶۹ | ۱۴۰۰-۸-۱۴  | ۰–۱                   |                                                                      | دانایی (۵۷)                                                    | فولادشهر         | لیگ برتر ۰۱–۱۴۰۰    | محرم نویدکیا    | مهدی تارتار       |                   |
| ۷۰ | ۱۴۰۰-۱۲-۴  | ۰–۰                   |                                                                      |                                                                | نقش جهان         | لیگ برتر ۰۱–۱۴۰۰    | محرم نویدکیا    | مهدی تارتار       |                   |
| ۷۱ | ۱۴۰۱-۶-۱۴  | ۱-۱                   | شهریار مغانلو (۲۳)                                                   | آرمان قاسمی (۳۶)                                               | فولادشهر         | لیگ برتر ۰۲–۱۴۰۱    | ژوزه مورایس     | مهدی تارتار       |                   |
| ۷۲ | ۱۴۰۱-۱۱-۲۵ | ۱-۲                   | شهریار مغانلو (۵۰)، فرشاد احمدزاده (۵۴)                              | محمدحسین اسلامی (۱۰)                                           | نقش جهان         | لیگ برتر ۰۲–۱۴۰۱    | ژوزه مورایس     | مهدی تارتار       |                   |
| ۷۳ | ۱۴۰۲-۰۵-۲۵ | ۰-۲                   | رضا اسدی (۵۲)، شهریار مغانلو (۶۵)                                    |                                                                | فولادشهر         | لیگ برتر ۰۳–۱۴۰۲    | ژوزه مورایس     | محمد ربیعی        | [ ۳۶ ]            |
| ۷۴ | ۱۴۰۳-۰۱-۲۹ | ۱-۰                   | شهریار مغانلو (۶۹)                                                   |                                                                | نقش جهان         | لیگ برتر ۰۳–۱۴۰۲    | ژوزه مورایس     | محمد ربیعی        | [ ۳۷ ]            |
| ۷۵ | ۱۴۰۳-۰۷-۰۱ | ۱-۱                   | آریا یوسفی (۳۱)                                                      | کمال کامیابی نیا (۸۳)                                          | ورزشگاه فولادشهر | لیگ برتر ۰۴-۱۴۰۳    | ژوزه مورایس     | محمد ربیعی        | [ ۳۸ ]            |
| ۷۶ | ۱۴۰۳-۱۲-۰۳ | ۱-۴                   | ابوبکر کامارا (۱۵)،جواد آقایی‌پور (۷۱)،رضا اسدی (۷۸)،مهدی لیموچی (۸۵) | سبحان خاقانی (۴۸)                                              | نقش جهان         | لیگ برتر ۰۴–۱۴۰۳    | پاتریس کارترون  | محمد ربیعی        | [ ۳۹ ]            |

دو تیم از سال ۵۱ بازی‌های دوستانه زیادی برابر یکدیگر برگزار کرده‌اند که به دلیل در دسترس نبودن همه نتایج در جدول بالا لحاظ نشده‌است، و صرفاً بازی‌های رسمی در تاریخچه رقابت دو تیم شمارش می‌شود.

## آمار و اطلاعات

### افتخارات
| مسابقات                   | سپاهان | ذوب آهن |
| ------------------------- | ------ | ------- |
| لیگ فوتبال ایران          | ۶      | ۰       |
| جام حذفی ایران            | ۵      | ۴       |
| سوپرجام ایران             | ۱      | ۱       |
| لیگ دسته دوم فوتبال ایران | ۱      | ۰       |
| لیگ استانی                | ۱۷     | ۰       |
| مجموع                     | ۳۰ جام | ۵ جام   |

### آمار کلی
در ۷۶ بازی گذشته دو تیم، سپاهان ۳۱ بار و ذوب‌آهن ۱۹ بار برنده شده‌اند و ۲۷ بازی نیز مساوی شده‌است.
آمارهای بازی‌های دو تیم از آغاز:
- پرگل‌ترین بازی: بازی برگشت دوره دوازدهم لیگ برتر با ۷ گل
- بیشترین برد متوالی: سپاهان با ۴ برد متوالی (سال ۱۳۸۱ تا ۱۳۸۲ و سال ۱۳۹۱ تا ۱۳۹۲) - ذوب‌آهن با ۴ برد متوالی (سال ۱۳۵۶ تا ۱۳۷۲)
- پرگل‌ترین تساوی:بازی رفت لیگ آزادگان ۱۳۷۶، بازی برگشت دوره هفتم و نیمه نهایی جام حذفی ۹۵–۱۳۹۴ با نتیجه ۲–۲
- پربرخوردترین بازی: بازی رفت دوره چهارم لیگ برتر، بازی برگشت دوره دوازدهم لیگ برتر و بازی برگشت دوره چهاردهم لیگ برتر با ۲ اخراجی و ۳ اخطاری- بازی نیمه نهایی جام حذفی ۹۵–۱۳۹۴ با یک اخراجی و ۶ اخطاری
- پرتکرارترین نتیجه: نتیجهٔ ۰–۰ در ۱۱ بازی
- بهترین نتایج دو تیم:
سپاهان: برد ۴–۰
ذوب‌آهن: برد ۴–۰
- تعداد بازی در ورزشگاه:
فولادشهر (۳۳)
تختی اصفهان (باغ همایون سابق) (۱۳)
۲۲ بهمن (۱۲)
نقش جهان (۱۷)

### آمار گلزنان
- بهترین گلزنان:

| رتبه | نام             | گل‌زده | باشگاه        |
| ---- | --------------- | ----- | ------------- |
| ۱    | مهدی رجب‌زاده    | ۵     | ذوب‌آهن        |
| ۲    | محرم نویدکیا    | ۴     | سپاهان        |
| ۲    | ادموند بزیک     | ۴     | سپاهان        |
| ۲    | شهریار مغانلو   | ۴     | سپاهان        |
| ۲    | محمدرضا خلعتبری | ۴     | ذوب‌آهن/سپاهان |
| ۲    | مرتضی تبریزی    | ۴     | ذوب‌آهن        |

- گلزنان
- سریع‌ترین گل:
محمود کریمی  ۲' (سپاهان-بازی رفت دوره دوم لیگ برتر)
 مرتضی تبریزی  ۲' (ذوب‌آهن - نیمه نهایی جام حذفی ۹۵–۱۳۹۴)
- دیرهنگام‌ترین گل:
وریا غفوری  ۱۱۳' (سپاهان-نیمه نهایی جام حذفی ۹۵–۱۳۹۴)
- بیشترین گل زده بازیکن در یک بازی: 
مهدی ویسی ۲ گل (سپاهان-بازی رفت جام تخت جمشید ۱۳۵۶)
عباس سیمکانی ۲ گل (ذوب‌آهن-بازی رفت لیگ آزادگان ۱۳۷۲)
مجید بصیرت ۲ گل (سپاهان-بازی رفت لیگ آزادگان ۷۹–۱۳۷۸)
رضا صاحبی ۲ گل (ذوب‌آهن-بازی برگشت لیگ آزادگان ۸۰–۱۳۷۹)
ادموند بزیک ۲ گل (سپاهان-بازی برگشت دوره دوم لیگ برتر)
ایگور کاسترو ۲ گل (ذوب‌آهن-بازی برگشت دوره هشتم لیگ برتر)
جواهیر سوکای ۲ گل (سپاهان-بازی برگشت دوره دوازدهم لیگ برتر)
مهدی رجب‌زاده ۲ گل (ذوب‌آهن-بازی برگشت دوره دوازدهم لیگ برتر)
وریا غفوری ۲ گل (سپاهان-نیمه نهایی جام حذفی ۹۵–۱۳۹۴) 
مرتضی تبریزی ۲ گل (ذوب‌آهن-بازی رفت لیگ شانزدهم ۹۶–۱۳۹۵)
- آمار گل‌های زده و خورده:

| تیم    | گل زده | گل خورده | مجموع |
| ------ | ------ | -------- | ----- |
| سپاهان | ۸۹     | ۶۴       | ۱۵۳   |
| ذوب‌آهن | ۶۵     | ۸۸       | ۱۵۳   |